# كباح
الكبَّاح هو عامل نقل بالسكك الحديدية كانت وظيفته الأصيلة هي المساعدة في كبح القطار عن طريق استخدام المكابح في العربات الفردية.  أدى ظهور المكابح على كل عربة يمكن للسائق التحكم فيها إلى جعل هذا الدور زائداً عن الحاجة ، مع أن الاسم لا يزال قائماً في الولايات المتحدة حيث يقوم عمال الفرامل بمجموعة متنوعة من الوظائف سواء على المسار أو داخل القطارات.